# Leptasthenura platensis
El coludito copetón (en Argentina, Paraguay y Uruguay) o tijeral copetón (Leptasthenura platensis), es una especie de ave paseriforme de la familia Furnariidae perteneciente al género Leptasthenura. Es nativa del centro sur de América del Sur.

## Distribución y hábitat
Se distribuye por el norte y centro de Argentina (desde Salta, Formosa y Corrientes hacia el sur hasta el norte de Chubut), extremo suroeste de Río Grande do Sul, en Brasil y Uruguay; registrado también en el sur de Paraguay.
Esta especie es considerada bastante común en sus hábitats naturales: los bosques ralos, inclusive del monte y matorrales adyacentes, por debajo de los 1000 m de altitud. Prefiere las estepas arbustivas y matorrales en que predomina el espinillo (Acacia caven); también entre las cina cinas (Parkinsonia aculeata) y los caldenes (Prosopis caldenia) y en bosques en galería.

## Descripción
Mide 16 cm de longitud. Su plumaje es gris uniforme con tintes canela y en el vientre con matices ocráceos. Alas con tintes canela, negro y rojizo rufo y la cola larga y deshilachada con las rectrices exteriores con bordes canela claro. Lista superciliar blanca. Recuerda a Leptasthenura aegithaloides pero exhibe una característica y alta cresta, es completamente pecoso (y no puramente blanco en el medio) en la garganta y los bordes de las rectrices exteriores no son blanquecinos.

## Comportamiento
Es más arborícola y menos frecuente en situaciones semiabiertas y arbustivas.

### Alimentación
Se alimenta principalmente de insectos, que busca entre las ramas del los árboles.

### Reproducción
Su nido es como una taza grande y desprolija que en situaciones naturales es colocada en la cavidad de árboles o nidos de carpinteros. Sin embargo, esta especie se volvió adepta a usar nidos antiguos de otros furnáridos como nido principal. Favorece especialmente nidos viejos de hornero (Furnarius rufus) y también de pijuí frentigrís (Synallaxis frontalis), de curutié blanco (Cranioleuca pyrrhophia), de espinero de pecho manchado (Phacellodomus striaticollis)], de leñatero (Anumbius annumbi), de crestudo (Coryphistera alaudina) y otros. Ver estas pequeñas aves encima y defendiendo grandes nidos de ramitas o de hornos del hornero, puede ser confuso en campo hasta que se entiende que este coludito está meramente reciclando nidos de otras especies. Frecuentemente hace uso de plumas de aves mayores para la entrada del nido y para forrarlo internamente.  La hembra pone hasta cuatro huevos blancos; el período de incubación es de 14 a 15 días.

## Sistemática

### Descripción original
La especie L. platensis fue descrita por primera vez por el naturalista alemán Ludwig Reichenbach en 1853 bajo el mismo nombre científico; la localidad tipo es: «Río de la Plata, Argentina».

### Etimología
El nombre genérico femenino «Leptasthenura» se compone de las palabras del griego «leptos»: fino, «asthenēs»: débil, y «oura»: cola, significando «de cola fina y débil»; y el nombre de la especie «platensis», se refiere a la localidad tipo, el río de la Plata.

### Taxonomía
Los estudios genéticos demuestran que la presente es pariente cercana a Leptasthenura striolata, y que el par formado por ambas es hermano de L. setaria. Es monotípica.